# Projekt 629
Die U-Boote des Projekts 629 (NATO-Codename Golf-Klasse) waren konventionell betriebene U-Boote mit einer Bewaffnung aus ballistischen Raketen der sowjetischen Marine. Sie stellen die einzige jemals in Serie gebaute Klasse von SSBs dar und standen von 1959 bis 1990 im Dienst. Die Marine der Volksrepublik China unterhält eine Einheit als Testplattform. Die Marine Nordkoreas entwickelte aus der Golf-Klasse die Sinpo-Klasse.

## Geschichte
Im Januar 1954 erteilte die sowjetische Militärführung den Auftrag zur Entwicklung eines dieselelektrisch angetriebenen U-Boots mit einer Bewaffnung aus ballistischen Raketen. Mit der Entwicklung dieses U-Bootes wurde Anfang des Jahres 1956 das OKB-16 beauftragt, dessen Planungen im März desselben Jahres abgeschlossen waren und weitestgehend die Technik des Projekts 641 (Foxtrot-Klasse) übernahmen.
Mit dem Bau der Boote wurde ab 1957 in der Sewmasch-Werft in Sewerodwinsk und in Komsomolsk am Amur begonnen. Von 1960 bis 1962 wurden insgesamt 23 Boote dieses Typs in Dienst gestellt. Insgesamt wurden davon in Sewerodwinsk 16 Einheiten und in Komsomolsk sieben Einheiten gebaut. Alle sieben in Komsomolsk gebauten Boote wurden in die Pazifikflotte eingegliedert und in Petropawlowsk stationiert. Die in Sewerodwinsk produzierten Boote wurden der Nordflotte und der Baltischen Flotte zugeteilt. Ab 1959 wurden die Pläne für das Projekt 629 an die Volksrepublik China verkauft. Dort wurde jedoch auf Grundlage dieser Pläne nur ein einziges U-Boot gebaut, vermutlich unter Verwendung von aus der Sowjetunion gelieferten Komponenten.
Öffentliches Aufsehen erregte die K-129, die 1968 im Pazifik mit 96 Mannschaftsmitgliedern sank und von der CIA teilweise gehoben wurde (siehe Azorian-Projekt).
Die meisten U-Boote der Klasse blieben bis 1990 im Dienst und wurden anschließend zum Verschrotten nach Nordkorea verkauft. Es gab noch bis 2003 Gerüchte, Nordkorea habe die U-Boote nicht gleich verschrottet, sondern über Jahre hinweg aufgelegt und untersucht. 2014 bestätigten sich diese Gerüchte, als Nordkorea erstmals die Rakete Pukguksong-1 von einem U-Boot startete.
Derzeit ist nur noch ein chinesisches Boot der Golf-Klasse im Dienst. Dieses wurde ab 1974 zur Testplattform für die damals in der Entwicklung befindliche chinesische Rakete JL-1 (CSS-N-3) umgebaut. Nach diesem Umbau konnte das Boot nur noch eine oder zwei Raketen tragen. Am 12. Oktober 1982 erfolgte der erste erfolgreiche Start der JL-1 von diesem Boot. Ab 1995 wurde das Boot erneut umgebaut und seit 2003 dient es als Testplattform für die Rakete JL-2 (CSS-NX-4).

## Design
Das Projekt 629 basiert im Wesentlichen auf dem Projekt 641 (Foxtrot-Klasse). Der Rumpf war in acht abschließbare Abteilungen aufgeteilt. Die Bewaffnung aus ballistischen Raketen des Typs R-11FM (Reichweite: 250 km) wurde ähnlich wie im Projekt 658 (Hotel-Klasse) in einem verlängerten Turmaufbau untergebracht. Anders als bei späteren U-Booten mussten die Boote dieses Projekts zum Abfeuern der Raketen auftauchen.

## Umbauten
Im Laufe der Zeit wurde der Großteil der Boote modifiziert. 14 Boote dieser Klasse wurden im Rahmen des Projekts 629B (Golf II) umgebaut, die einen größeren Rumpf zur Aufnahme neuer Raketen des Typs R-21 (SS-N-5 Serb) erhielten. Darüber hinaus hatte die Golf-II-Klasse auch eine neue Maschinenanlage, welche die Geschwindigkeit um 2 Knoten erhöhte. Weitere Umbauten umfassten meistens nur einzelne Boote:
- Projekt 601 (Golf III): Ein noch weiter verlängerter Turm bot Platz für sechs anstelle von drei Raketen des Typs R-29 (SS-N-8 Sawfly), wodurch die Verdrängung auf 4000 BRT stieg. Die K-118 wurde ab 1969 in der beschriebenen Weise umgebaut.
- Projekt 605 (Golf IV): Die K-102 wurde um 18 m verlängert, um vier Rohre für Raketen des Typs R-27K (SS-NX-13 Serb) aufnehmen zu können. Dieser Umbau fand ebenfalls 1969 statt.
- Projekt 619 (Golf V): Die K-153 wurde für einen weiteren Test neuer Raketen umgebaut. Verwendet wurde hierbei die R-39 (SS-N-20 Surgeon). Der Umbau fand 1976 statt.
- Projekt 629R (Golf SSQ): Ende der 1970er-Jahre wurden drei Boote in schwimmende Kommunikationszentralen umgewandelt, wozu jegliche Bewaffnung entfernt wurde. Umgebaut wurden K-61, K-107 und Б-42.
- Projekt 629E: Die Б-15 wurde 1977 in einen U-Minenleger umgewandelt.